# Курокава, Юдзи
Курокава Юдзи (黒川祐次|くろかわゆうじ|kuɾokawa juːdʑi; 1944, Айти, Японская империя) — японский дипломат. Чрезвычайный и Полномочный Посол Японии.

## Биография
Родился в 1944 году в префектуре Айти. 
В 1976 окончил Токийский университет, факультет международных отношений. Почётный профессор.
С 1977 по 1981 — 1-й секретарь посольства Японии в Пакистане.
С 1981 по 1983 — заместитель директора отдела Управления Юго-Западной Азии МИД Японии в Токио.
С 1983 по 1986 — директор отдела технического сотрудничества Управления экономического сотрудничества МИД Японии.
С 1986 по 1989 — советник посольства Японии в Швейцарии и Таиланде.
С 1994 по 1996 — генеральный консул в Монреале.
С 1996 по 1999 — Чрезвычайный и Полномочный Посол Японии в Киеве (Украина). Прилагал усилия для популяризации Украины в Японии. Автор книги по истории Украины на японском языке.
Генеральный директор управления иностранных дел палаты представителей японского парламента.